# やっぱ青春
「やっぱ青春」（やっぱせいしゅん）は、空野葵（CV.北原沙弥香）のシングル。2011年6月22日にFRAMEから発売された。

## 概要
テレビアニメ『イナズマイレブンGO』に登場するキャラクターの空野葵のキャラクターソングであり、劇中で空野役を務める北原沙弥香が歌っている。
初回限定盤、通常盤の2種リリースであり、前者には表題曲のPVが収録されたDVD、イナズマイレブンGOに登場するキャラクター「西園信助」のカードゲームプロモカードが同梱されている。後者には初回盤と同様のプロモーションカードが同梱されている。
表題曲「やっぱ青春」は、『イナズマイレブンGO』のエンディングテーマとして使用されている。またコンセプトは、「青春」であり北原は「楽曲を歌っていると元気になれる曲」と語っている。また、北原と同じ10代の層に向けた友情、部活、恋愛などの応援歌でもある。PVも製作されており、コンセプトの「青春」がテーマである「部活動」をイメージした5種のスポーツコスチュームを着用した映像になっている。また、同PVにはアップフロントグループの先輩であるドリームモーニング娘。のメンバーである吉澤ひとみがゲスト出演している。

## 批評
hotexpressの菅野雄貴は、「聴き手の心を熱くさせる80年代の雰囲気が漂うサウンドメロディであり、幅広い層に受け入れられる1曲である。」と批評している。

## 収録曲
（全作詞：mildsalt、編曲：菊谷知樹）
1. やっぱ青春 [4:00]
作曲：福本公四郎
テレビアニメ『イナズマイレブンGO』エンディングテーマ
2. ガムシャラ [4:16]
作曲：西野史人
3. やっぱ青春（オリジナル・カラオケ）
4. ガムシャラ（オリジナル・カラオケ）